# 博科乡
博科乡，是中华人民共和国四川省凉山彝族自治州木里藏族自治县下辖的一个乡镇级行政单位。

## 行政区划
博科乡下辖以下地区：
洛腊村、博科村、日古村、八科村和干海子村。